# Messier 54
Messier 54 (còn được gọi là M54 hoặc NGC 6715) là cụm sao cầu trong chòm sao Nhân Mã. Nó được Charles Messier phát hiện vào năm 1778 và sau đó được đưa vào danh mục các thiên thể giống như sao chổi.
M54 dễ dàng được tìm thấy trên bầu trời, gần với ngôi sao ζ Sagittarii. Tuy nhiên, nó không thể phân giải thành các ngôi sao riêng lẻ ngay cả với các kính thiên văn nghiệp dư lớn.

## Khoảng cách
Trước đây M54 được cho là thuộc Ngân Hà, cách Trái Đất khoảng 50.000 năm ánh sáng. Đến năm 1994, người ta phát hiện ra rằng M54 rất có thể thuộc về thiên hà hình elip lùn Sagittarius (SagDEG), khiến nó trở thành cụm sao cầu đầu tiên trước đây được cho là một phần của Ngân Hà ngày nay được gán lại thành ngoài Ngân Hà, ngay cả khi không được công nhận như vậy trong trên 2,25 thế kỷ. Vì nó nằm ở trung tâm của SagDEG, một số tác giả nghĩ rằng nó thực sự có thể là phần lõi của thiên hà SagDEG; tuy nhiên những người khác lại đề xuất rằng nó là một cụm sao cầu thực sự nằm trong trung tâm của thiên hà này do sự phân rã quỹ đạo của nó gây ra bởi ma sát động.
Các ước tính hiện đại hiện đặt M54 ở khoảng cách khoảng 87.000 năm ánh sáng, chuyển đổi tương đương thành bán kính thực sự là 150 năm ánh sáng. Nó là một trong những cụm sao cầu có độ tập trung cao, thuộc cấp III  (I là cấp có độ tập trung cao nhất và XII là cấp có độ tập trung thấp nhất). Nó tỏa sáng với độ sáng gấp khoảng 850.000 lần so với Mặt Trời và có cấp sao tuyệt đối −10,0.

## Lỗ đen khối lượng trung bình
Vào tháng 7 năm 2009, một nhóm các nhà thiên văn học đã báo cáo rằng họ đã tìm thấy bằng chứng về một lỗ đen khối lượng trung bình trong phần lõi của M54.

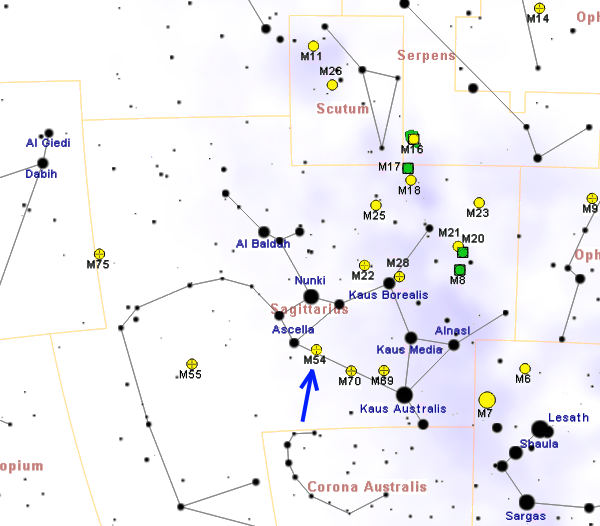
Bản đồ hiển thị vị trí của M54 (RobertoMura)